# Castelnau-de-Brassac
 Castelnau-de-Brassac là một xã trong tỉnh Tarn thuộc vùng Occitanie ở miền nam nước Pháp. Xã này nằm ở khu vực có độ cao trung bình 520 mét trên mực nước biển.